# Josefa Amar y Borbón
Amar y Borbón est un nom espagnol. Le premier nom de famille, en général paternel, est Amar ; le second, en général maternel, souvent omis, est Borbón.
Pour les articles homonymes, voir Amar et Borbón.
Josefa Amar y Borbón, née à Saragosse le 4 février 1749 et morte dans cette même ville le 21 février 1833, est une intellectuelle, pédagogue et écrivaine espagnole du Siècle des Lumières, pionnière dans la lutte pour les droits des femmes en Europe.

## Biographie
Elle grandit dans un milieu aisé et intellectuel. Son père, José Amar y Arguedas, est le médecin de chambre de Ferdinand VI, et sa mère est Ignacia de Borbón y Vallejo. Elle a six frères et cinq sœurs, son frère aîné étant Antonio José Amar y Borbón, presidente (gouverneur) de la Vice-royauté de Nouvelle-Grenade en 1802. 
D'origine aragonaise, sa famille s'installe très tôt à Madrid. Elle reçoit dans la capitale une solide formation littéraire, notamment en latin, grec et dans les langues modernes.
Après son mariage de convenance à l'âge de 23 ans avec Joaquín Forts Piquer, de 47 années plus vieux qu'elle, elle décide d'être active dans sa vie professionnelle et occupe différents postes dans les institutions de l'époque.
En 1782, elle devient la première femme à adhérer à la Société économique royale de l'Aragon. Elle écrit et oriente son activité sur la défense des droits des femmes, notamment dans leur capacité à prétendre aux activités intellectuelles, politiques et administratives, ce qui suscite des controverses dans l'Europe d'alors. 
Influencée par la pensée des Lumières des auteurs français et celle de John Locke, elle est l'une des pionnières de la pensée féministe en Europe.
Appelant de ses vœux le développement d'une éducation libérale, elle désapprouve, par exemple, que les filles soient éduquées dans des institutions religieuses.

## Postérité
- Josefa Amar fait partie des femmes mentionnées dans l'installation artistique The Dinner Party, de Judy Chicago[6].